# Масверк

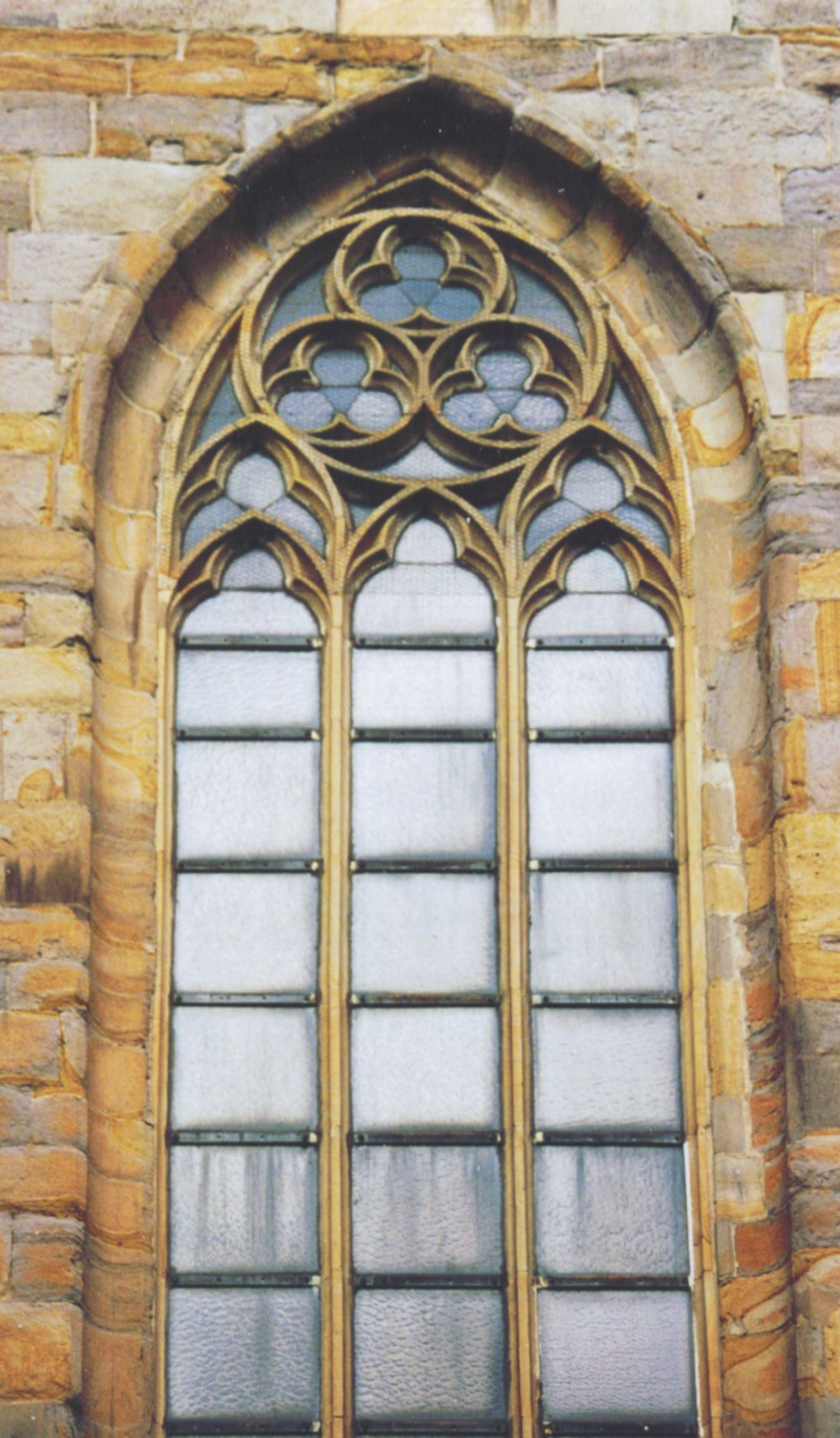
Масверк у вигляді трилисника

Ма́сверк (нім. Maßwerk, дос. «креслярська робота») — готичний декоративний каркасний орнамент з циркульною побудовою всіх елементів. Складається зі стилізованих трилисників або чотирилисників (лопатева розетка), кіл та їх фрагментів. Виконується заглибленим рельєфом по дерев'яних або кам'яних конструкціях.
В готичній архітектурі зустрічається при оформленні вікон, балюстрад. Також застосовується у меблярстві. Подібні орнаменти застосовуються пізніше в стилі модерн.